# Borgring (ringwalburcht)

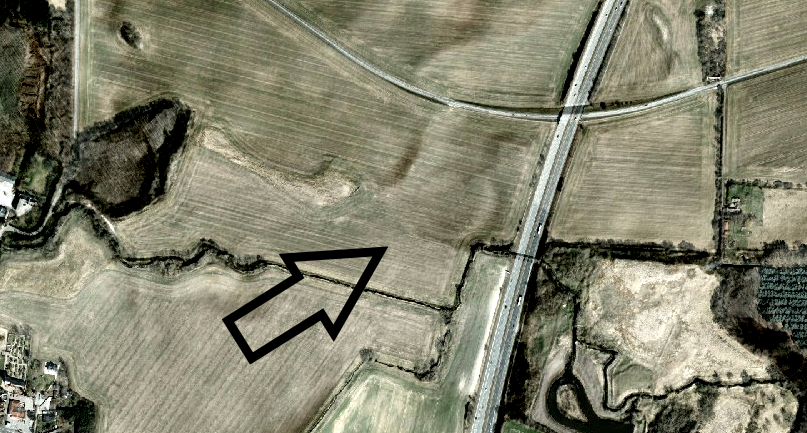
Luchtfoto van de Borgring

De Borgring (ook bekend als de Borrering) is een ringwalvesting uit de Vikingtijd, herontdekt in september 2014. Het fort is gelegen aan de oostkust van Seeland, ten westen van de stad Køge in een veld dat het bezit is van het stift Vallø. De burcht staat sinds 2023 op de Unesco-Werelderfgoedlijst als onderdeel van de inschrijving Ringwalburchten uit de Vikingtijd.

## Geschiedenis
Volgens de C14-datering van verbrand hout en dendrochronologie hebben wetenschappers het gedateerd rond de 10e eeuw. Men vermoedt dat het fort gemaakt werd tijdens de regeerperiode van Harald Blauwtand omstreeks 980. Soortgelijke forten uit dezelfde tijd zijn geconstrueerd en er zijn opmerkelijke bewijzen op het vlak van afmetingen gevonden die deze theorie ondersteunen.
Harald Gormsson Blauwtand was de heerser van Denemarken en Noorwegen en leefde ca. 910-986. Hij is bekend door zijn bekering naar het christendom en voor de restauratie en constructie van culturele en militaire gedenktekens en gebouwen. De forten werden op strategische punten geplaatst om militaire macht uit te stralen en de meest strategische punten te beschermen. Zo lag dit fort tijdens de Vikingtijd in verbinding met de zee om zo toezicht te houden op de fjord van Køge en de oude hoofdroute over land. De opgravingen tonen een gewelddadig verleden, want twee van de vier poorten zijn afgebrand. Archeologen hopen met deze ontdekking verdere bewijzen te vinden over de oorlogen en relaties van de Vikingen, en nog andere onontdekte forten aan het licht te brengen.

## Archeologisch onderzoek
De Borgring is een fort van het Trelleborg-type. Het stamt uit dezelfde tijd en heeft een gelijk ontwerp als vier andere forten.
Het is een cirkelvormig fort met vier poorten. De wallen bestonden uit klei die uitgegraven was uit de nabije zeebodem. Het fort had een houten palissademuur, houten poortgebouwen en een houten pad aan de binnenkant van de wallen. Het middengedeelte bestond uit vier delen verdeeld door twee paden die van poort tot poort liepen. In elk van de vier compartimenten en buiten de burcht waren er enkele langhuizen te vinden die dienden als militair hoofdkwartier en onderdak voor de bewoners. In het fort werden deze in een vierkant patroon geplaatst.
Het fort werd op 5 september 2014 herontdekt door archeologen van het Deens Kasteelcentrum en onderzoeker van de Universiteit van Aarhus en Helen Goodchild van de Universiteit van York. Na het bestuderen van historische documenten werd het duidelijk dat er een fort in de omgeving moest zijn, en na onderzoek van militaire satellietfoto's uit 1954 had men een sterk vermoeden dat er hier voor het eerst in 60 jaar een fort te vinden was. Na laser- en magnetisch onderzoek had men een duidelijk grondplan van waar de opgravingen zouden plaatsvinden. Momenteel is het fort is slechts gedeeltelijk opgegraven en loopt er nog steeds archeologisch onderzoek.

## Andere forten
| Naam                  | Diamater | Aantal huizen | Lengte van de huizen |
| --------------------- | -------- | ------------- | -------------------- |
| Aggersborg            | 240 m    | 48            | 32,0 m               |
| Borgeby               | 150 m    |               |                      |
| Borrering             | 122 m    |               |                      |
| Fyrkat                | 120 m    | 16            |                      |
| Nonnebakken           | 120 m    |               |                      |
| Trelleborg (Slagelse) | 19 m     | 16            | 29,4 m               |
| Trelleborg (Skåne)    | 112 m    |               |                      |